# Karl Biehlig

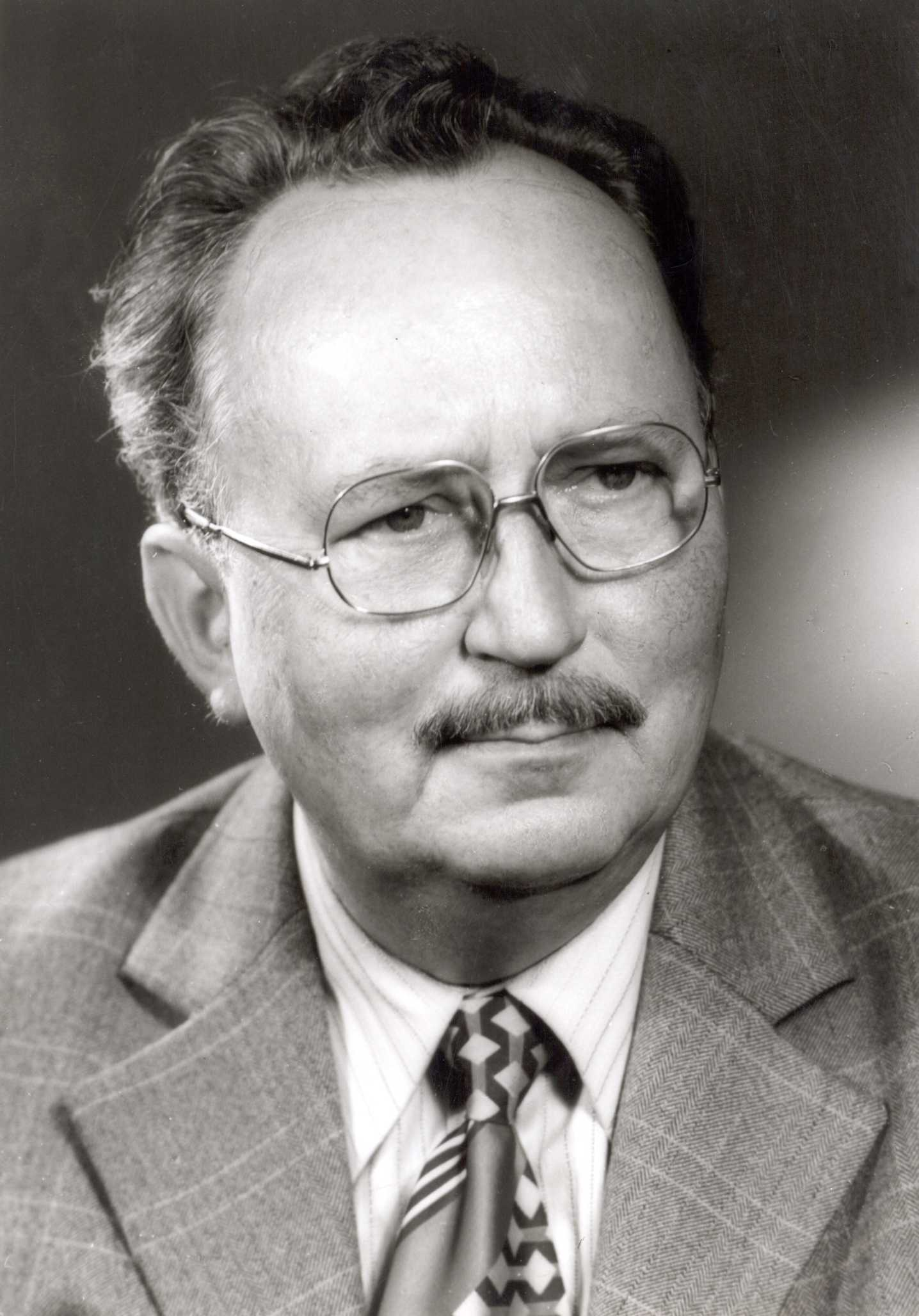
Karl Biehlig um 1985

Karl Biehlig (* 19. März 1920 in Gmünd/Oberpfalz; † 14. Februar 1998 in Weimar) war einer der führenden Hornpädagogen und Professor an der Hochschule für Musik Franz Liszt in Weimar.

## Leben
Karl Biehlig stammt aus einer Gärtner- und Blumenbinderfamilie in der die Musik sehr gepflegt wurde. Im Alter von 10 Jahren begann er seine Instrumentalausbildung auf der Geige, wechselte dann aber zur Trompete und kam schließlich zum Horn. Karl Biehlig absolvierte 1935–1939 ein Hornstudium bei Georg Seidel in Weimar. Nach Kriegsende wurde er Solohornist an der Staatskapelle Weimar und nahm gleichzeitig eine Lehrtätigkeit an der Hochschule für Musik Franz Liszt auf. Bis etwa 1964 trat er auch häufig solistisch auf. 1973 beendete er seine Tätigkeit an der Staatskapelle Weimar, um sich bis zu seiner Emeritierung 1985 bzw. bis 1992 im Lehrauftrag mit ganzer Kraft seiner pädagogischen Arbeit zu widmen. Neben vielen anderen Auszeichnungen wurde er zum Ehrensenator der Hochschule für Musik Franz Liszt ernannt.

## Weimarer Hornschule
Karl Biehlig führte in die Hornmethodik im Wesentlichen zwei Neuerungen ein, den druckschwachen Ansatz und eine Erweiterung des Hornklanges zum „singenden Horn“. Letzteres beinhaltet die gesangsgemäße musikalische Gestaltung von Kantilenen, dazu wurde auch ein dezentes Vibrato eingeführt. Beide Merkmale bilden die Säulen der mit seinem Namen verbundenen Weimarer Hornschule. Schon früh beschäftigte er sich mit solchen Problemkreisen wie der physischen und der psychischen Kondition des Bläsers. Aus der Weimarer Hornschule gingen viele hervorragende Hornisten hervor.
Zu den Schüler von Biehlig gehörten:
- Jörg Brückner,  Solohornist der Münchner Philharmoniker und Professor für Horn an der Hochschule für Musik Franz Liszt  Weimar,
- Peter Damm, ehemaliger Solohornist der Staatskapelle Dresden und Professor für Horn an der Hochschule für Musik Carl Maria von Weber Dresden
- Reiner Heimbuch, ehemaliger Professor für Horn an der Hochschule für Musik Franz Liszt Weimar,
- Egon Hellrung, Solohornist des Gürzenich-Orchester Köln,
- Reiner Hoffmann, ehemaliger Solohornist des Berliner Sinfonie Orchesters,
- Jens Köhli, ehemaliger Solohornist der Komischen Oper Berlin und Solohornist am Staatstheater Braunschweig,
- Ralf Ludwig, Solohornist der Staatskapelle Weimar
- Rolf Ludwig, ehemaliger Solohornist der Komischen Oper Berlin,
- Erich Markwart, Solohornist der Staatskapelle Dresden,
- Clemens Röger, Solohornist des Gewandhaus Leipzig,
- István Vincze, ehemaliger Solohornist der Staatskapelle Dresden und Professor für Horn an der Hochschule für Musik Carl Maria von Weber Dresden
- Egon Wirth, ehemaliger Solohornist der Komischen Oper Berlin,

## Publikationen (Auswahl)
- Orchesteretüden für Waldhorn, VEB Friedrich Hofmeister, Leipzig, 33 Seiten, 1968.
- Schule für Horn in B, Band 1, Breitkopf & Härtel Musikverlag, Wiesbaden, 192 Seiten, 1980.
- Kompendium der Horntechnik – Tägliches Einblasen, Fitneß-Training, angewandte Praxis, Breitkopf & Härtel Musikverlag, Wiesbaden, 88 Seiten, 1988.